# Kelten

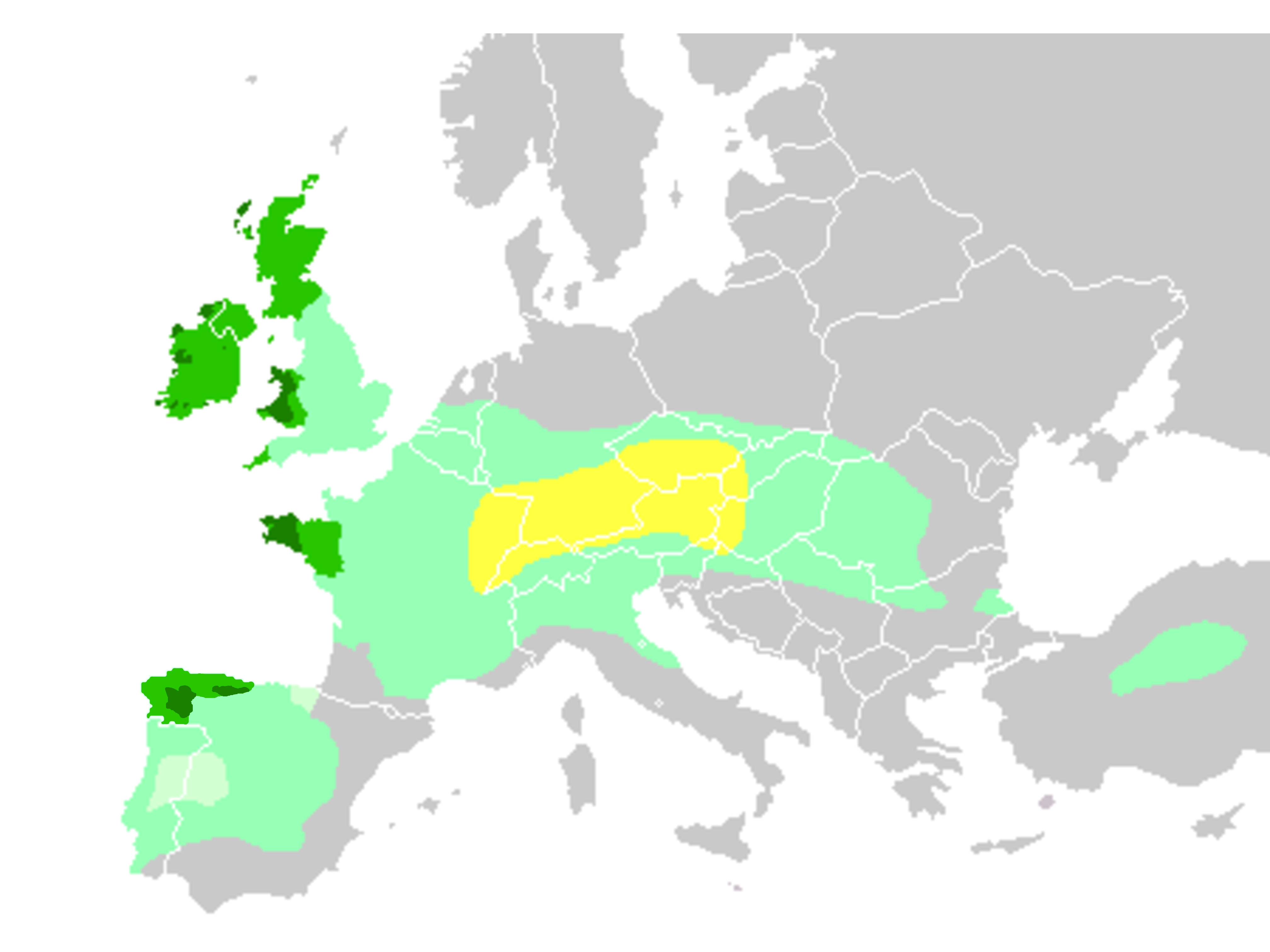
De Kelten in Europa en Anatolië, vroeger en nu:
Hallstatt en La Tène kerngebied, rond de 6e eeuw v.Chr.
Andere delen van Europa waar vroeger Kelten woonden
De acht overgebleven Keltische gebieden
Gebieden waar thans nog een Keltische taal wordt gesproken

De Kelten waren volkeren en stammen die gedurende het millennium voor het begin van de jaartelling en de eeuwen daarna een Keltische taal spraken. Het is dus primair een linguïstisch begrip. Een Kelt was en is een spreker van een Keltische taal.
Hun voorouders verspreidden zich vanuit een kerngebied in Centraal-Europa zowel in westelijke als oostelijke richting. Rond het begin van de jaartelling bevolkten Keltische stammen de Britse Eilanden, Gallië, het Iberisch Schiereiland en delen van Midden-Europa, de Balkan en als Galaten zelfs Anatolië. De Keltische talen behoren tot de Indo-Europese taalfamilie.
Kenmerkende elkaar opvolgende Keltische culturen zijn de Hallstatt-cultuur, de La Tène-periode gevolgd door de Gallo-Romeinse periode en ten slotte de periode van de Keltische naties tot op heden, zoals aangegeven op het kaartje. Kelten dreven handel met Romeinen.
Er is relatief weinig bekend over de Keltische cultuur. Schriftelijke bronnen van de Kelten zijn schaars, wat het lastig maakt om een volledig beeld te krijgen van hun taal en rituelen. Veel informatie komt uit verslagen van Grieken en Romeinen, die vaak in conflict stonden met de Kelten. Hierdoor kan hun beschrijving gekleurd zijn.

## Naamherkomst
De volkeren die nu collectief benoemd worden als de Kelten werden in klassieke bronnen ook aangeduid als Galli (Romeinse historici) of Galatae (Griekse bronnen en Polybius). Deze benamingen werden door schrijvers uit de 1e eeuw v.Chr. gezien als synoniemen voor het Griekse Keltoi en het Latijnse Celtae. Zo schreef Julius Caesar in De Bello Gallico over de inwoners van Gallië: Wij noemen hen Galliërs, maar in hun eigen taal noemen zij zichzelf Kelten. (Qui ipsorum lingua Celtae, nostra Galli appellantur).
De naam Kelt is in veel geografische en andere namen terug te vinden, hoewel niet altijd even herkenbaar. Meest waarschijnlijk is de naamgeving afkomstig van de Griekse historici Hecataeus van Milete en Herodotus uit de 5e eeuw v.Chr.; zij noemden het volk dat aan de La Tène-cultuur was verbonden en met wie zij handel dreven Keltoi. Dit werd later overgenomen door de Romeinen.
Sommige namen hebben als stam wal, zoals:
- Wales
- Cornwall
- Wallonië
- Walachije

Andere namen hebben als stam gal, zoals:
- Gallië, de oude naam van Europa tussen de Rijn, de Alpen en de Pyreneeën
- Galicië (Spanje)
- Galicië (Polen)
- Galatië, een Keltisch koninkrijk dat thans in Turkije ligt. (Ankara was aanvankelijk de Keltische stad Ancyra)

## Geschiedenis
De Kelten, een oud Indo-Europees volk, bereikten het hoogtepunt van hun gebiedsuitbreiding in de 4e eeuw v.Chr., toen ze hun invloed lieten gelden in heel Europa, van Groot-Brittannië tot Klein-Azië.

### Oorsprong en verspreiding

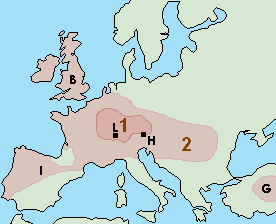
Verspreiding Kelten over Europa
1: Oorsprongsgebied ten noorden van de Alpen
L: La Tène
H: Hallstatt
2: Grootste verspreiding in ongeveer 400 v.Chr.
B: Britse eilanden
G: Galatië in Klein-Azië
I: Iberisch schiereiland

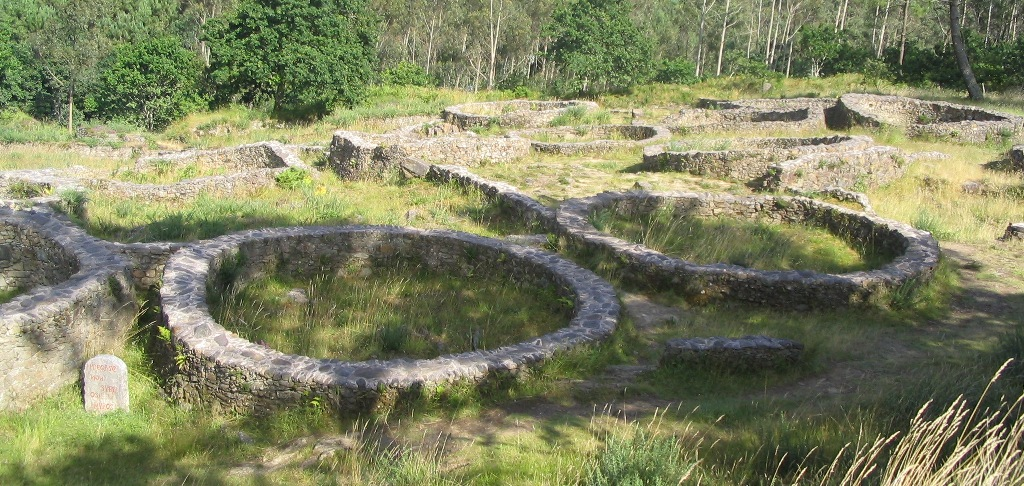
Keltische opgravingen in Galicië

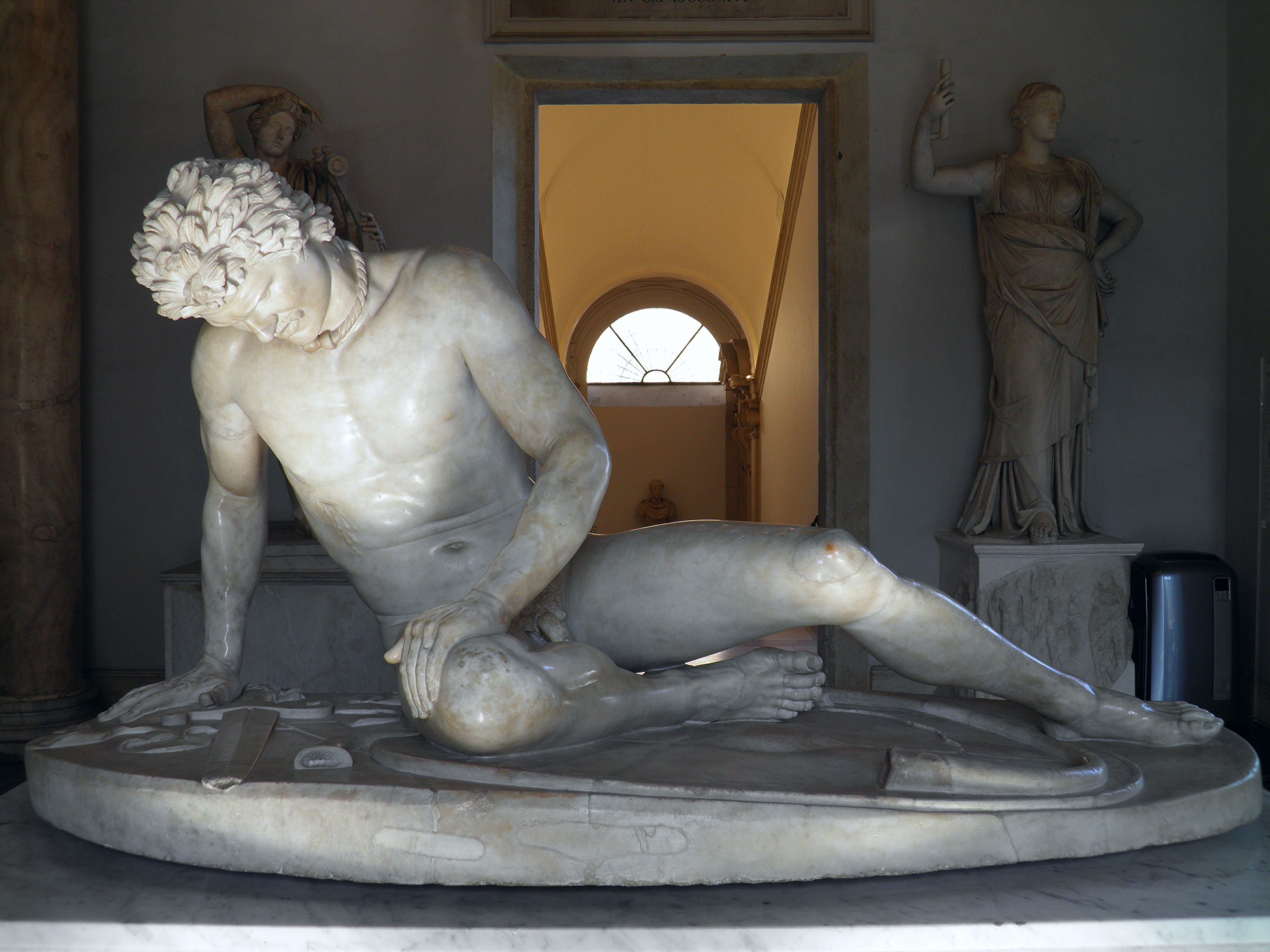
De Stervende Galaat ('Galliër'), Romeinse kopie uit de tweede eeuw naar een Hellenistisch bronzen beeld uit de derde eeuw v.Chr., Capitolijnse Musea

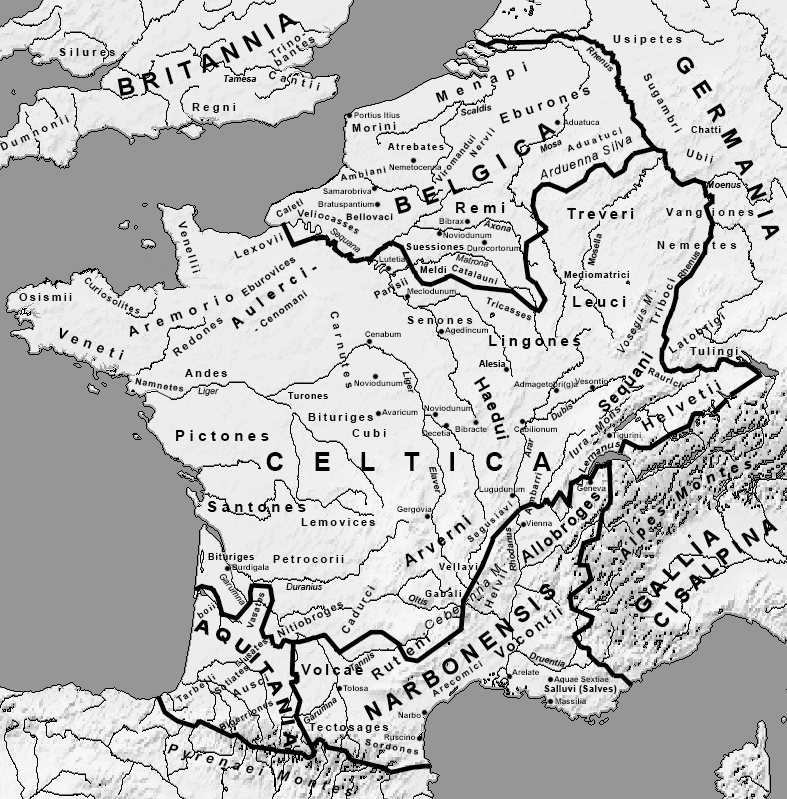
Verdeling van Gallië tijdens de verovering door Julius Caesar rond 54 v.Chr.

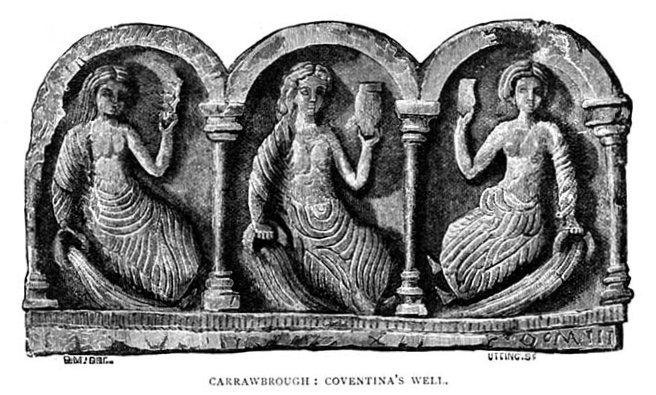
Een Keltische godentriade

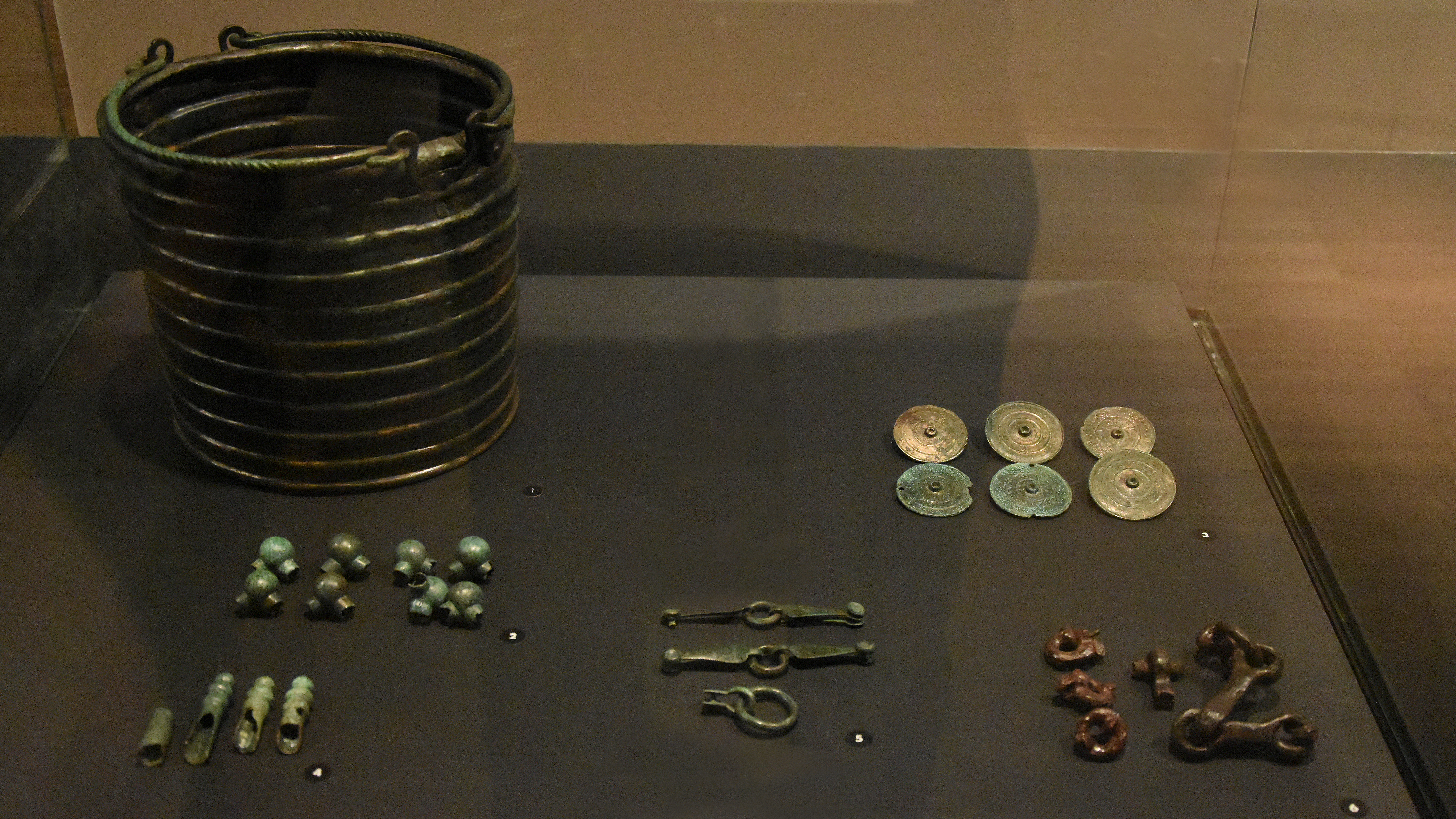
Grafvondsten in het archeologisch park de Rieten

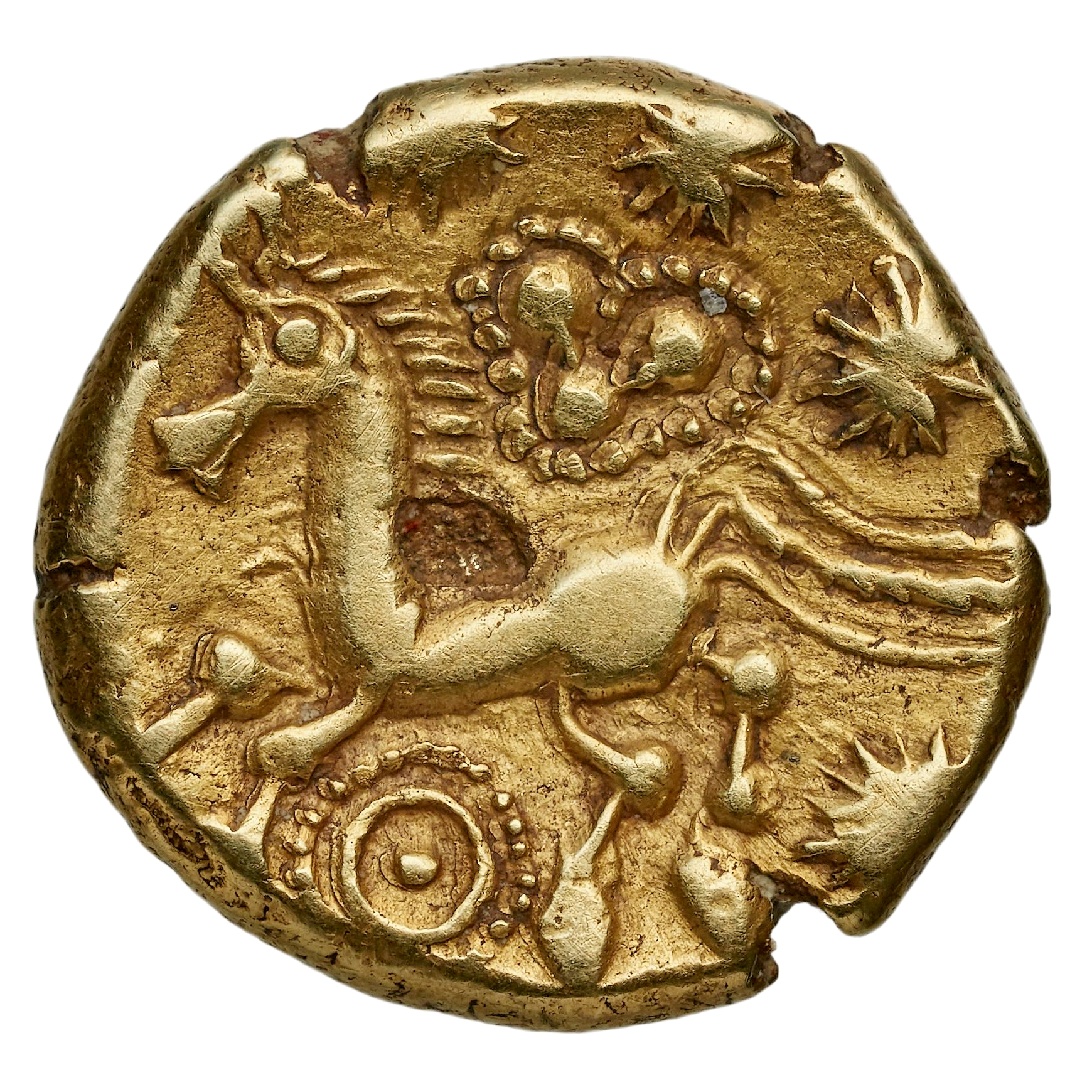
Keltische gouden munt met paard en wiel

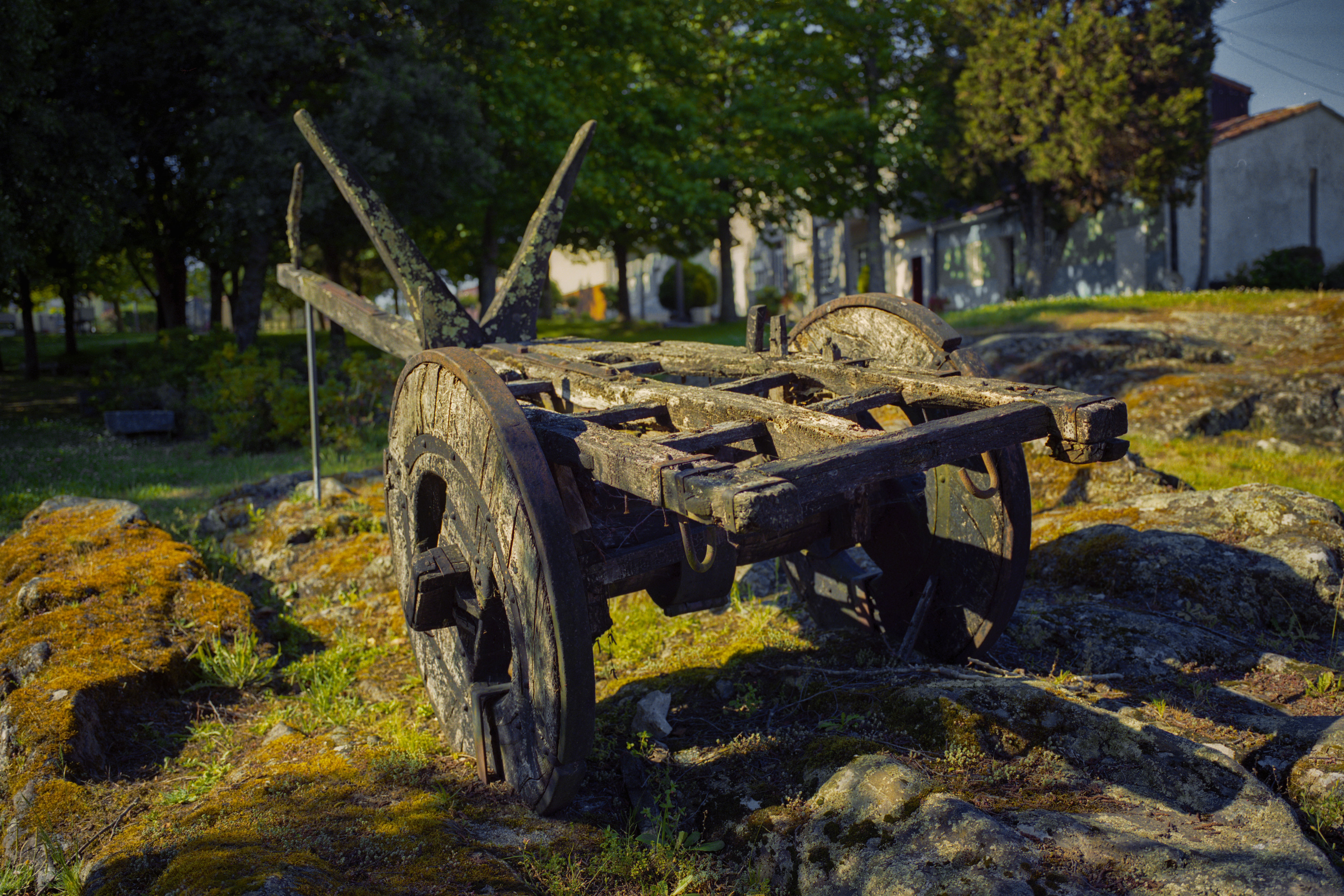
Keltische ossenkar

Belangrijke opgravingen in het oorsprongsgebied van de Kelten (zuidelijk Duitsland, Zwitserland, Oostenrijk en Oost-Frankrijk) werden in de 19e eeuw gedaan in La Tène en Hallstatt. Vanaf ongeveer de 6e eeuw v.Chr. trokken zij in noordwestelijke richting, tot zij rond 400 v.Chr. het grootste deel van West-Europa bewoonden, inclusief Britannia. Waarschijnlijk gingen de niet-Indo-Europese volkeren die ze tegenkwamen na verloop van een paar generaties in de Kelten op.

### Hoogtepunt van de Keltische macht
In 335 v.Chr. trok volgens Strabo en Arrianus een groep Keltische afgezanten naar Alexander de Grote ergens nabij de Donau waar hij de Balkanstammen bezocht. Ze werden er vriendelijk door hem ontvangen. Maar in de tweede helft van de 4e eeuw v.Chr. vertrokken ook Keltische krijgers vanuit het bassin van de Karpaten en volgden de Donauvallei zuidwaarts. Archeologische vondsten in Pannonië zoals rijke krijgersgraven nabij Kostalac (Pecine), daterend uit het eind van die eeuw, bevestigen dit. Tegen het begin van de 3e eeuw v.Chr. trokken de Kelten op veldtocht door Macedonië en Griekenland. Pausanias en Marcus Junianus Justinus schreven een uitgebreid verslag van de invallen in Griekenland.
Een groot Keltisch leger onder leiding van Bolgios viel Macedonië aan, volgens Justinus wegens overbevolking in hun land. De Kelten overwonnen de Macedonische koning Ptolemaeus Keraunos (318-281 v.Chr.) en plunderden het land.
In hetzelfde jaar trok een tweede leger (152.000 voetsoldaten en 20.400 ruiters) naar het zuiden, ditmaal onder leiding van Brennus. Veertigduizend mannen vielen, volgens Pausanias, de Aetolische stad Callium aan om Grieken weg te krijgen van de door hen versperde pas bij Thermopylae. De Kelten plunderden Delphi, een van de rijkste tempels van Griekenland, in 279 v.Chr., maar leden daar een nederlaag. Brennus raakte gewond en pleegde zelfmoord tijdens zijn vlucht, door wijn zonder water te drinken. Volgens Pausanias werd de stad helemaal niet geplunderd, omdat de god Apollo zelf zijn stad verdedigde. Ook Strabo geloofde niet dat de Kelten Delphi plunderden. Het Keltische leger splitste zich vervolgens. Een deel van hen trok naar Asia Minor en dat werden de Galaten.
Antiochos I Soter regeerde over het Seleucidenrijk, dat onder meer een deel van Anatolië, Syrië en Mesopotamië omvatte. Ook de stad Pergamon in het westen van Anatolië was zijn onderdaan. In het noorden aan de Zwarte Zee lagen de koninkrijken van Bithynië en Pontos. Koning Nicomedes I van Bithynië nodigde de Keltische troepen (Galaten) uit en stuurde hen door naar zijn vijand Antiochos, die hen in 275 v.Chr. versloeg. De overgebleven Galaten stichtten een rijk met als hoofdstad Ancyra (Ankara). Koningen van het Seleucidenrijk huurden hen in tegen Pergamon, dat onafhankelijk wilde worden. Attalus I van Pergamon overwon de Galaten in 238 v.Chr. en sloot in 208 v.Chr. een verbond met de Romeinen. In het heiligdom van Pallas Athena in Pergamon richtte Attalos rond 223 v.Chr. een monument op met bronzen beelden. Van twee van die beelden zijn Romeinse kopieën bewaard: de stervende Galaat (vaak foutief De Stervende Galliër genoemd, Capitolijnse musea) en een beeld van een Galaat die zelfmoord pleegt na zijn vrouw te hebben gedood (Palazzo Altemps).
Een ander deel van het Keltische leger trok niet naar Anatolië, maar naar Thracië en een derde deel keerde langs de Donau terug onder leiding van Bathanatos en vestigde zich aan de samenvloeiing van deze rivier met de Sava ten oosten van Sirmium. Dit waren de Scordisci.
In de 4e en 3e eeuw voor Chr. bezetten de Kelten ook Noord-Italië en de gebieden van de Etrusken en bedreigden zelfs de toen nog kleine Romeinse Republiek. Een Keltische stam onder leiding van Brennus bezette rond 390 v.Chr. de stad Rome en was slechts bereid te vertrekken nadat de Romeinen een grote afkoopsom aan hem betaald hadden.

### Assimilatie van de Kelten
Vanaf 100 v.Chr. waren de rollen omgedraaid en veroverden op hun beurt de Romeinen - die hun imperium aan het uitbreiden waren - de meeste Keltische gebieden in Europa behalve delen in tegenwoordig Ierland en Schotland. Veel Kelten werden uitgemoord, anderen werden geromaniseerd. Op die manier verdwenen de Keltische taal en cultuur binnen een paar generaties binnen het Romeinse Rijk. Alleen in afgelegen streken op het minder dichtbevolkte platteland wist de Keltische identiteit zich langer te handhaven. In Gallië ontstond een Gallo-Romeinse mengcultuur.

## Cultuur
De Kelten hebben nooit een politieke eenheid gevormd. Integendeel: ze bestonden uit verschillende stammen die elkaar vaak juist bestreden. Die verdeeldheid kwam Julius Caesar goed uit bij zijn verovering van Gallia. Het is ook niet duidelijk of de Kelten zichzelf zo noemden, want dat is de naam die de Grieken hen gaven. Het komt van het Griekse woord Keltoi dat barbaar betekent. De Romeinen noemden hen Galli. De Kelten maakten vaak gebruik van reeds van voor hun opkomst daterende megalithische bouwwerken om er hun eigen rituelen uit te voeren bijvoorbeeld in de steenkringen in Carnac, Frankrijk. Daarnaast hadden ze ook heilige bomen, waterbronnen en andere natuurlijke plaatsen die een rol speelden in hun religie. Kelten gebruikten paarden en pony's als rij- en trekdieren.

### Keltische feestdagen
Het religieuze jaar was in vieren verdeeld door telkens een belangrijke overgangsdag, waarop werd feestgevierd, meestal meerdere dagen. Deze speelden een rol in de Keltische mythologie:
- Samhain of Halloween: de vooravond van 31 oktober, als einde van het jaar en begin van het nieuwe.
- Joel of Yule: de nacht van de winterzonnewende, en de daaropvolgende 12 nachten.
- Imbolc: de vooravond van 1 februari, gewijd aan de vruchtbaarheidsgodin Brigit.
- Beltain: de vooravond van 1 mei, ter ere van de god van leven en dood Bel
- Lugnasa of Lughnasadh: de vooravond van 1 augustus, voor de zonnegod Lugh en de viering van de oogst.

### Bouwwerken

#### Heuvelforten
In heel Europa werden sinds het neolithicum al heuvelforten gebouwd, maar gedurende de IJzertijd namen ze toe in zowel omvang als aantal. Ze werden gebouwd op alleenstaande heuvels en hadden afhankelijk van de regio muren van hout of steen met daaromheen een greppel. Binnen de muren bevonden zich hutten, opslagplaatsen en andere gebouwen.

#### Oppida
Vooral in Gallia ontstonden grotere nederzettingen, niet alleen op heuvels, maar ook op lager gelegen plaatsen. Julius Caesar refereert hiernaar als oppida, maar soms ook als urbs (stad). Het Gallische woord is dunon dat we in een gelatiniseerde vorm terugvinden in plaatsnamen als Lugdunum en Camulodunum.

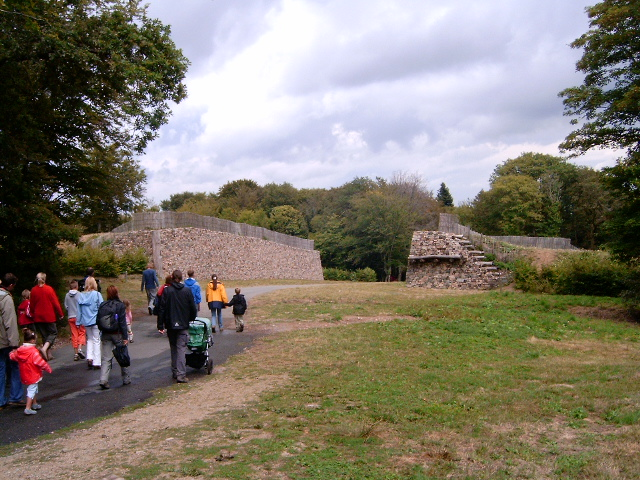
Murus Gallicus van de oppidum Bibracte

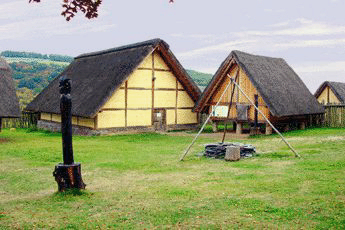
Vroege huizenbouw in deze regionen, gereconstrueerd in Altenburg bij Bundenbach im Hunsrück (Duitsland)

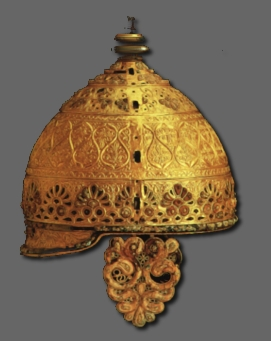
Bronzen helm uit de Keltische La Tène-cultuur

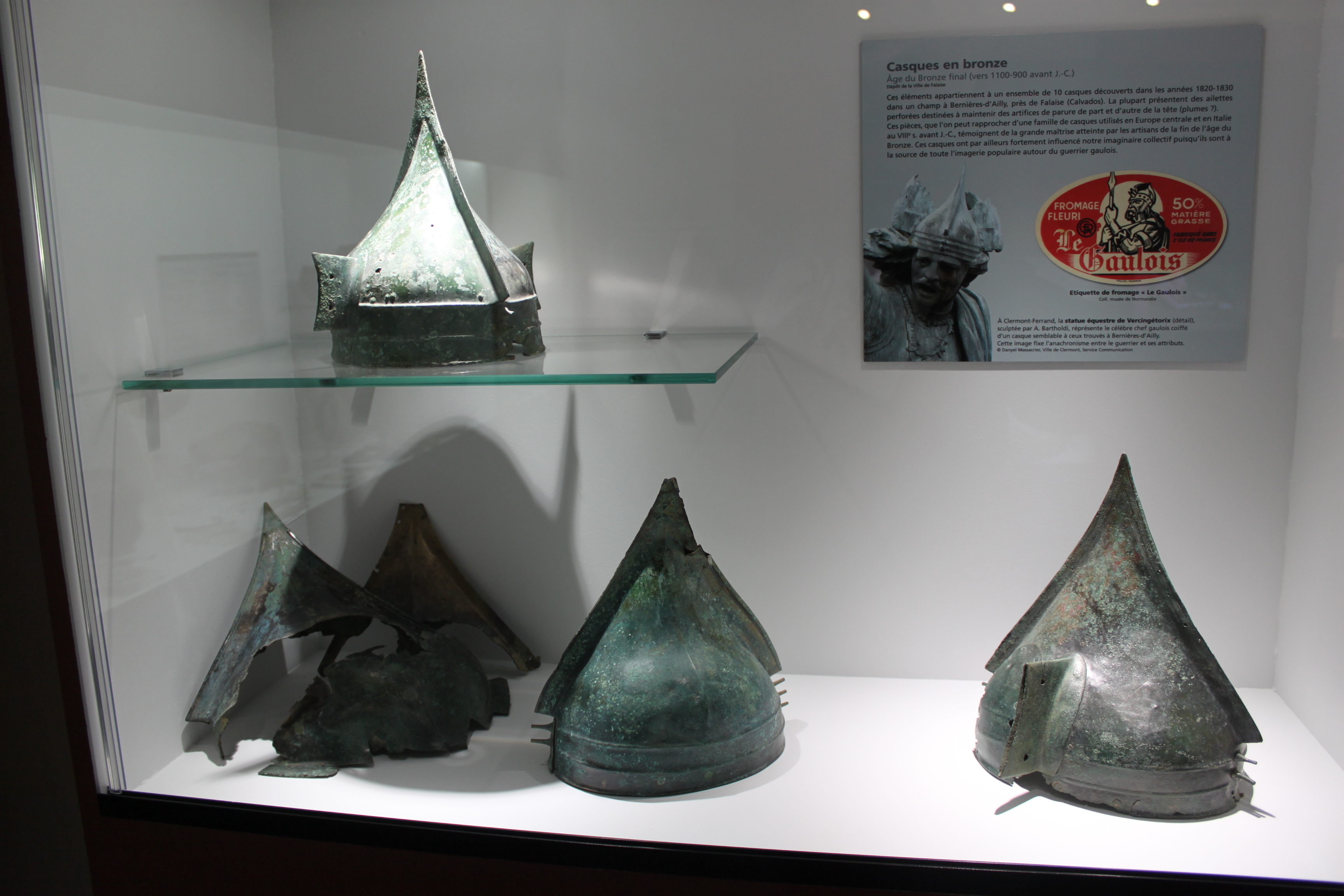
Keltische helmen

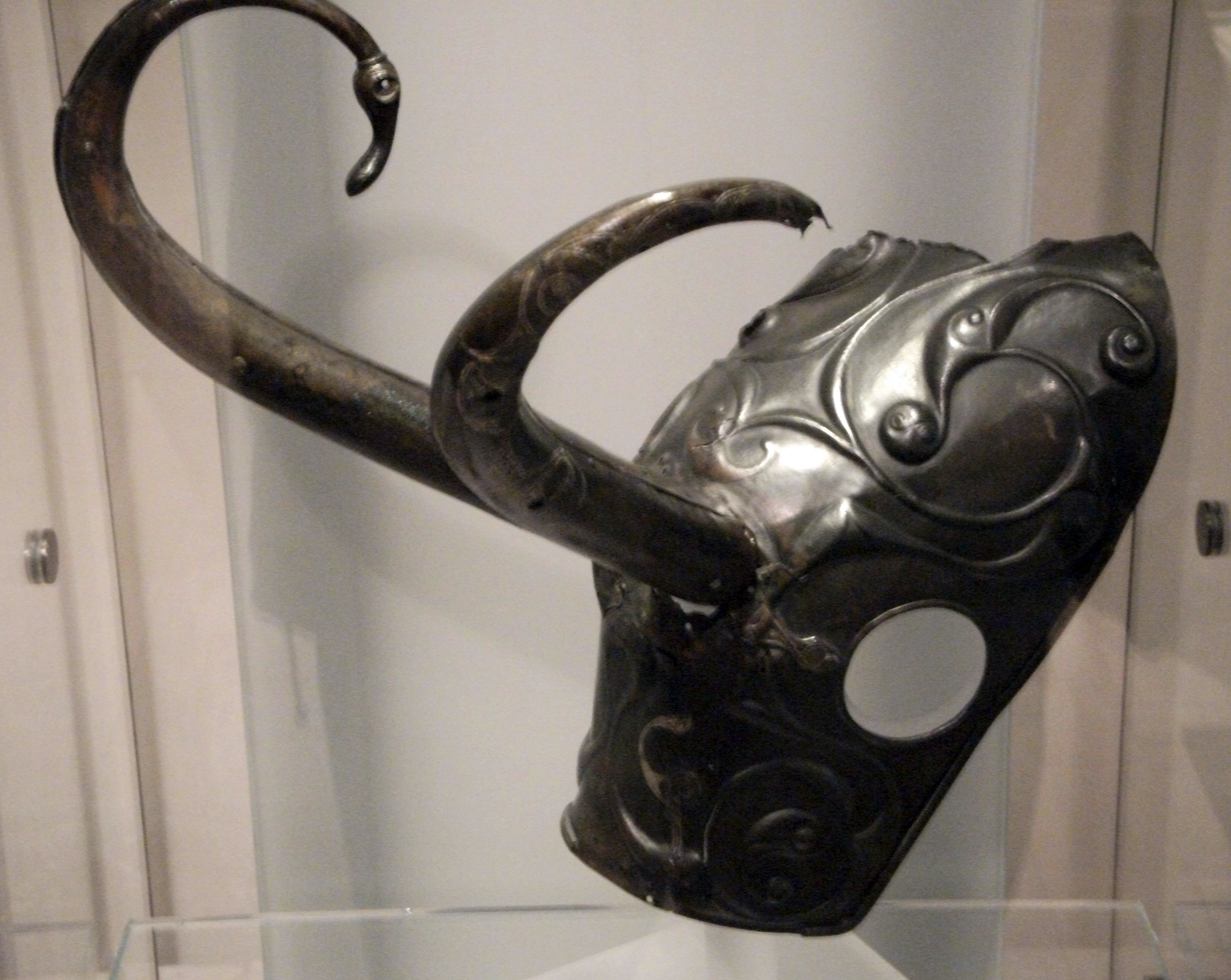
Keltische paardenhelm

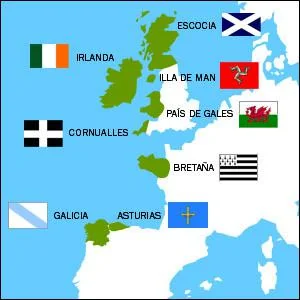
De laatste Keltische gebieden in Europa

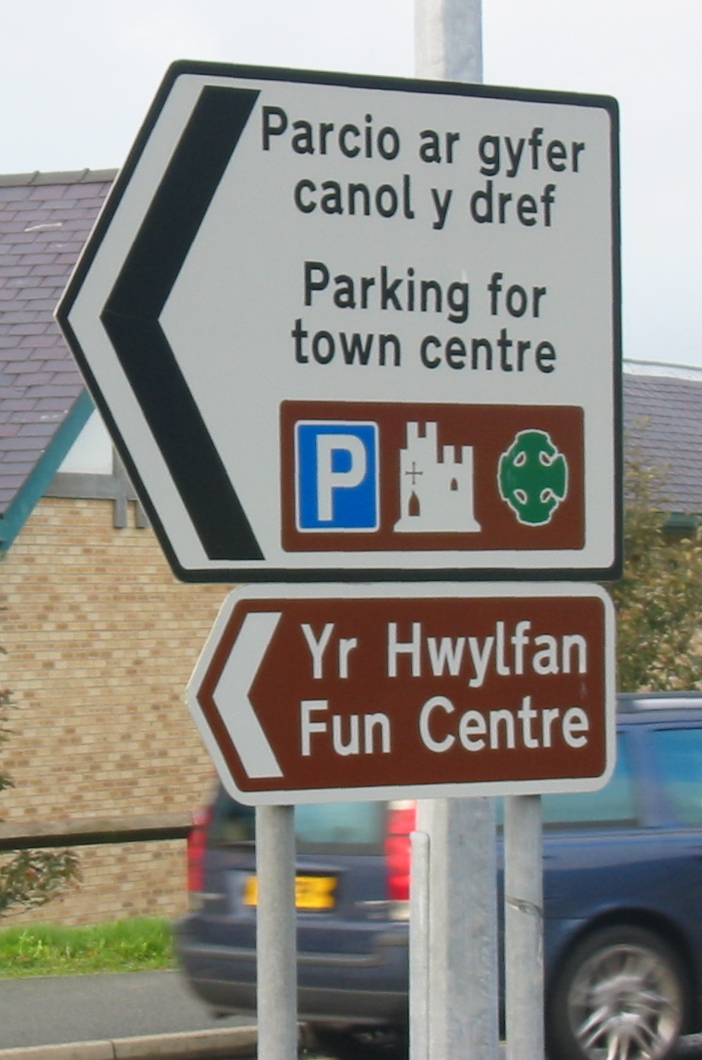
Tweetalige wegwijzers in Wales, opgesteld in het Welsh en Engels

#### Brochs
Langs de kusten van Schotland werden in de tijdsperiode van de Kelten ronde stenen torens gebouwd, brochs. Er zijn geen teksten uit die periode overgebleven met betrekking tot de brochs. Daarom is onbekend welk volk ze gebouwd heeft.

#### Crannógs
Langs de meren en in de moerassen van Schotland werden kunstmatige eilanden gebouwd, crannógs. Ze bestonden uit een houten platform op palen met daarop een hal of hut. Ze waren met een enkele brug met het land verbonden.

#### Huizen en hutten
Huizen waren er afhankelijk van streek en periode van allerlei soort, van eenvoudige lemen hutten tot langhuizen in natuursteen en of hout. De techniek van het bouwen van steenhutten dateert uit de bronstijd. Ze waren deels in de grond gebouwd, bij voorkeur in een beschutte del ergens op een hoogte. Platte stenen, en later ook in rechthoekige, werden kringsgewijs op elkaar gestapeld, waarbij de hogere rijen telkens iets meer naar binnen overhelden, zodat het geheel ten slotte kon worden gesloten. Daarbovenop werden graspollen geplaatst waarlangs regenwater naar beneden kon stromen. Deze bouwwijze bood een goede isolatie in zomer en winter.

#### Viereckschanzen
Van Brittannië tot Bohemen zijn aangelegde plaatsen aangetroffen, waar in een groot vierkant een terrein door een aarden wal werd afgebakend, met daaromheen een greppel en binnenin enkele min of meer grote rechthoekige hutten. De functie van deze Viereckenschanzen is niet bekend. Volgens militaire experts zouden ze totaal ongeschikt zijn als verdedigingskamp. Aangenomen wordt dat het afgebakend gebied mogelijk een heiligdom inhield, bestemd voor bijeenkomsten en vieringen.

#### Rituele schachten
Er zijn ook diepe ronde schachten gevonden op diverse plaatsen van ca. 1 meter doorsnee en 30 tot 40 m diep. Ze dateren uit de bronstijd. Meestal zijn deze met allerlei voorwerpen opgevuld die als wijgeschenk zouden kunnen hebben gediend, zoals houten beelden, maar ook dierenbotten, aardewerk, takken en zelfs balken. Vaak zijn ze gelegen binnen een viereckenschanz.

### Smeden
Metaalbewerking stond bij de Kelten op een zeer hoog niveau; de Romeinen en Grieken spraken hier vol bewondering over.
Opgravingen van kunstig bewerkte metalen voorwerpen bevestigen dit beeld. Een voorbeeld hiervan is de gouden sierband van een drinkhoorn uit een graf in Eigenbilzen, gemaakt rond 400 v.Chr., bewaard in de Kon. Musea voor Kunst en Geschiedenis te Brussel. De maliënkolder is een Keltische uitvinding die door de Romeinen is overgenomen.
Om hun nek hadden aristocratische Kelten vaak een gevlochten halsband van goud of van een minder edel metaal, torques. Volgens de schriftelijke bronnen was de bewerking van textiel eveneens van hoog niveau, maar daarvan is bijna niets teruggevonden. Romeinse (ook weer schriftelijke) bronnen spraken over het - voor hen onbekende - gebruik van broeken of bracae. Volgens diezelfde geschreven bronnen zou de Keltische klederdracht bontgekleurd zijn en veel patronen (zoals ruiten of strepen) hebben.

### Krijgers
Volgens verslagen van Romeinse schrijvers waren de Kelten zeer krijgshaftig: ze streden dikwijls naakt met hun haren met kalk en leem opgestijfd tot een soort punkkapsel. Vaak werkten de strijders zich op tot een staat van razernij/extase waardoor ze in de strijd geen vermoeidheid of angst meer voelden en doorgingen tot ze overwonnen of sneuvelden. Ook bij de Germanen werden deze berserkers door de Romeinen waargenomen. Hun uiterlijk wordt beschreven als over het algemeen grote gespierde kerels, roodharig of blond met hangsnorren en vaak tatoeages op hun lichaam. Bij de strijd verfden ze hun lichamen met oorlogskleuren. 

### Hedendaags Keltisch taal- en cultuurgebied
Tot op heden zijn de laatste levende Keltische talen terug te vinden in de uiterst westelijke delen van Europa:
- in Frankrijk: Bretagne,
- in Groot-Brittannië: Wales, Cornwall en Schotland (Orkney en Shetland verloren onder de Noren hun Keltisch karakter),
- in Ierland.
- in Spanje: Galicië en Asturië

Hoewel het Gallisch mogelijk nog tot in de Frankische tijd her en der gesproken werd, is de aanwezigheid van een Keltische taal in Bretagne (afgeleid van Britannia; de Romeinse naam voor het huidige Groot-Brittannië) toch eerder terug te voeren op vluchtelingen/migranten vanuit Groot-Brittannië, veroorzaakt door de Angelsaksische invasies in de 5e eeuw tot en met de 7e eeuw van dat eiland.
- Bretagne (Frankrijk)
- Cornwall (Verenigd Koninkrijk), (Engeland)
- Ierland (Ierland)
- Het eiland Man (Verenigd Koninkrijk)
- Schotland (Verenigd Koninkrijk)
- Wales (Verenigd Koninkrijk)
- Asturië (Spanje)
- Galicië (Spanje)

Tot de moderne Kelten worden vaak Ieren, Welsh, Schotten en in mindere mate Cornish gerekend. Het Engelse woord Welsh is verwant aan het Nederlandse woord Waals; beide betekenen vreemd, buitenlands althans in de ogen van de Germaanstalige buren.
De Keltische talen zijn kleine talen die met uitsterven bedreigd zijn. Ze worden steeds meer verdrongen door de officiële landstalen Engels (in Ierland en het Verenigd Koninkrijk) en Frans (in Frankrijk), al geldt het Iers wettelijk als de eerste taal van Ierland, en bezitten het Welsh en het Schots officiële status. In Spanje wordt Galicisch niet bedreigd, maar in Asturië wel aangezien daar de taal niet officieel is maar wel door de inwoners gesproken wordt. Deze talen worden tegenwoordig beschermd door de Europese Unie, die minderheidstalen steunt. De talen zijn in het openbare leven in geschreven vorm steeds vaker te zien en de media besteden meer tijd aan Keltische talen. Het Manx, gesproken op het eiland Man in de Ierse Zee, was eigenlijk al sinds de jaren 60 uitgestorven, maar is nieuw leven ingeblazen. Het Cornisch, dat reeds in de 18e eeuw was uitgestorven, is op kunstmatige wijze gereconstrueerd en kent heden ten dage in zijn nieuwe vorm enkele honderden sprekers. De situatie van het Iers is het positiefst; het wordt in het onderwijs verplicht onderwezen en is erkend als een officiële taal in de E.U. In Ierland kennen velen de taal tot op zekere hoogte maar zij wordt nauwelijks in het dagelijks leven gebruikt. Het Schots werd tot een eeuw geleden in de Schotse Hooglanden gesproken maar verdween daar mede door de massieve ontvolking en emigratie. Alleen op de Hebriden zijn nog Schotstalige gemeenschappen. Door volkstellingen is vastgesteld dat de praktische kennis van het Welsh tussen 1991 en 2001 in Wales is toegenomen met ruim 7%. Dit ten gevolge van de officiële erkenning van de taal en de verplichting haar te onderwijzen. Belangrijk bij het reanimeren van een kleine taal is dat de taal in het alledaagse leven betrokken wordt; het onderwijzen ervan is immers op zichzelf ontoereikend, zolang de taal in kwestie niet in de normale omgang van alledag wordt gestimuleerd.

## Kelten in de Lage Landen

### Keltische of als zodanig aangeduide stammen in de Nederlanden
Tijdens zijn veldtocht tegen Gallië drong Caesar door tot in de Lage landen. Hij beschreef zijn veldtocht uitgebreid in zijn De Bello Gallico, onder meer om zijn krijgsverrichtingen in Rome te rechtvaardigen. Hij vermeldde in zijn boek dat in het gebied wat nu België en Nederland is, de volgende stammen woonden:
- Menapii in de noordelijke kuststreken van België, Zeeland en West-Brabant
- Nervii tussen Schelde en Samber
- Tencteri en Usipetes in wat nu ongeveer Gelderland is (door Caesar aangeduid als Germanen)
- Eburones in het oosten van Noord-Brabant, Limburg en aangrenzende delen van België en Duitsland.

### Keltische woorden in het Nederlands
Hoewel het Nederlands grotendeels op het Germaans is terug te voeren zijn er nog wat Keltische woorden in aan te treffen, bijvoorbeeld ambt, ambacht, kar en gijzel-. Ook de namen van metalen zoals ijzer (IJzer, Isar en Isère van Isaura) en lood zijn waarschijnlijk op de Kelten – die als smeden beroemd waren – terug te voeren. Ook duin, lei(steen), bok, eed, erf(genaam) en kade. Een budget was oorspronkelijk een zak. Plaatsnamen op -ik, -rijk (Doornik, Kortrijk, Kamerijk, Wilrijk) komen van Keltisch -acum en hetzelfde geldt voor -dunum als in Lugdunum (Fort van Lugh). Ook woorden als broek (uit bracca; de Romeinen spraken spottend over Gallia bracata) en Ardennen (godin Arduenna) zijn van Keltische oorsprong. Via het Frans kwamen ook woorden als baret, bek, broche, bruusk, changeren, crème, gravel, lans, mijn (als ertsader), saai, tronie (alle uit het Gallisch). Uit het Bretons kwamen woorden als: menhir, bijou, dolmen (letterlijk tafelsteen) en harnas.
Uit het Schots Gaelisch komen woorden als klok, clan, slogan (letterlijk: oorlogskreet). Uit het Iers: brogue (schoentype), whiskey, uit het Welsh: flanel, pinguïn (lett. witkop).
Volgens de Belgische taalkundige Maurits Gysseling zou in de Lage Landen oorspronkelijk een aparte Indo-Europese taal zijn gesproken, die hij Belgisch noemde. Namen van steden als Doornik, Namen, Dinant, Luik en ook Ardennen zouden echter Keltisch zijn. Er zou zich ook een aristocratische bovenlaag vanuit het Rijnland hebben gevestigd, wat tot een zekere germanisering leidde.

### Keltische goudschat in België
Tijdens graafwerkzaamheden in oktober 1995 in de Belgische stad Beringen werd een torque (halsring) gevonden, twee fragmenten van torques, een halve armband en 25 munten, alle van massief goud. Onderzoek wees uit dat het qua munten zogenaamde regenboogschoteltjes betroffen. De datering van de muntjes in Beringen is ongeveer 90 v.Chr.; ze hebben alleen een voorstelling, geen schrift. Opmerkelijk is dat vrijwel identieke torques-halsringen zijn gevonden in Niederzier (bij Düren in de Eifel) in 1978. Mogelijk is in beide gevallen dezelfde goudsmid aan het werk geweest.
In België is het gebruikelijk de bevolking van de late ijzertijd te omschrijven als Kelten. Nederlandse archeologen volgen deze gewoonte niet en behelpen zich hooguit met de term Keltisch-Germaanse bevolking. Toch is een aanduiding als Keltische goudschat niet ongegrond als de voorwerpen uit de schat ermee bedoeld worden. Uit Romeinse bronnen is bekend dat dit gebied in de late ijzertijd werd bewoond door de Eburonen. Zowel de naam van de stam als de namen van de aanvoerders die Julius Caesar in 50 v.Chr. versloeg - Ambiorix en Catuvolcus - zijn Keltisch. Volgens populaire theorieën kan de stamnaam ook uit het Germaans en zelfs Indo-Germaans verklaard worden, alsook de naam Catuvolcus en het eerste deel van de naam Ambiorix. Daar komt bij dat verschillende archeologische vondsten, waaronder deze uit Beringen, wijzen op nauwe culturele contacten met het Duitse Midden-Rijngebied en met het noordoosten van Frankrijk. Het noordoosten van Frankrijk was Keltisch, doch het Midden-Rijngebied een overgangszone. Het huistype was echter van een Noord-Europees type en had ook lokale voorwerpen.
De provincie verwierf de schat voor de som van vier miljoen frank (ongeveer 100.000 euro) en stelde hem permanent tentoon in het Provinciaal Gallo-Romeins Museum van Tongeren.

### De Keltische hoogtesite op de Kemmelberg

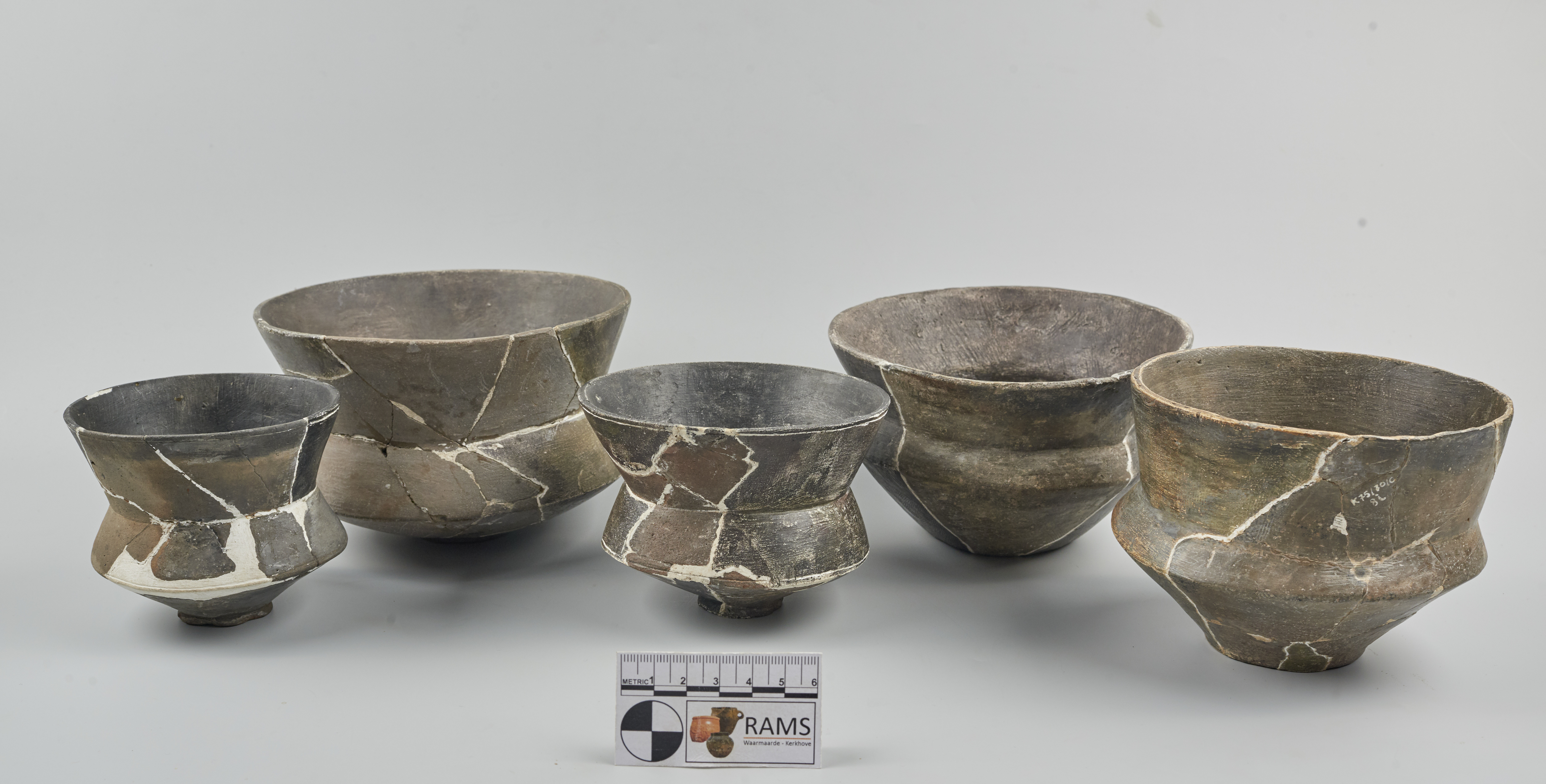
Geknikte bekers opgegraven op de Kemmelberg

In het huidig grensgebied van West-Vlaanderen en Frankrijk ligt aan de Belgische kant de Kemmelberg waarop zich tijdens de late Hallstadt en vooral de vroege La Tène een Keltische hoogtenederzetting bevond. Als oppidum was het een lokaal machtscentrum met een eigen elite die naast het aantrekken van luxeproducten uit het Mediterrane gebied, ook zelf aardewerk produceerde en exporteerde (het zogenaamde 'Kemmelwaar'). De nederzetting werd versterkt en beschermd door een wal (al dan niet met palissade) en een gracht die zich aan de topografie van de Kemmelberg aanpaste. De site werd ontdekt door Robert en Jean-Luc Putman en in een reeks campagnes o.l.v. prof. André Van Doorselaer opgegraven van midden de jaren 1960 tot 1980. De ijzertijd hoogtesite van de Kemmelberg is de best gekende in zijn soort, maar staat niet alleen; overige in Vlaanderen zijn Kooigembos, Kesterheide, Borgstad, Kesselberg en Caestert.

### Keltische munten in Nederland
In maart 2005 zijn er 17 Keltische munten gevonden in het Limburgse Echt. De munten stammen uit 50-20 v.Chr. Het gaat om zilveren munten, vermengd met koper en goud. In oktober 2008 werd een groep van 39 gouden en 70 zilveren Keltische munten gevonden in de Maastrichtse wijk Amby.
De zilveren munten behoren tot de groep van de Rijnlandse regenboogschoteltjes. Kenmerkend is het schotelvormige profiel met specifieke afbeeldingen, zoals een driebeen. De gouden munten worden toegeschreven aan de stam van de Eburonen.
Voorafgaand aan de vondsten in Echt en Amby zijn er in Zuid- en Midden-Nederland regelmatig losse Keltische munten gevonden, maar nooit zo veel tegelijk. Volgens archeologen bevestigt dit dat de Maasvallei tot de invloedssfeer van de Keltische La Tène-cultuur behoorde.

## Keltische volkeren

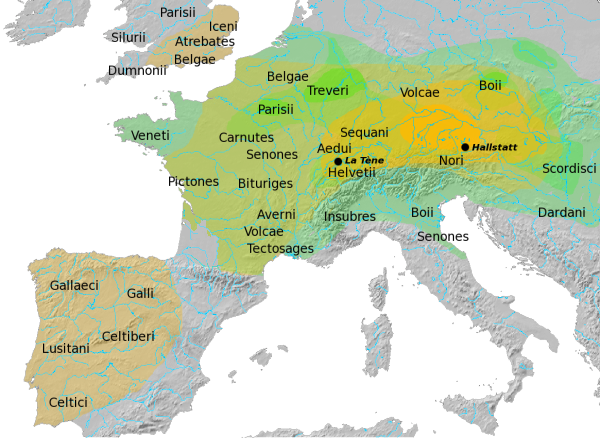
Keltische volken tijdens en na de Hallstattcultuur

- Britten
- Bretoenen
- Catuvellauni
- Cornish
- Cumbriërs
- Galaten
- Galliërs
- Ieren
- Keltiberiërs
- Leponten
- Manx
- Norici
- Picten
- Schotten
- Sequani
- Trinovantes
- Welsh

## Musea met Keltische archeologica

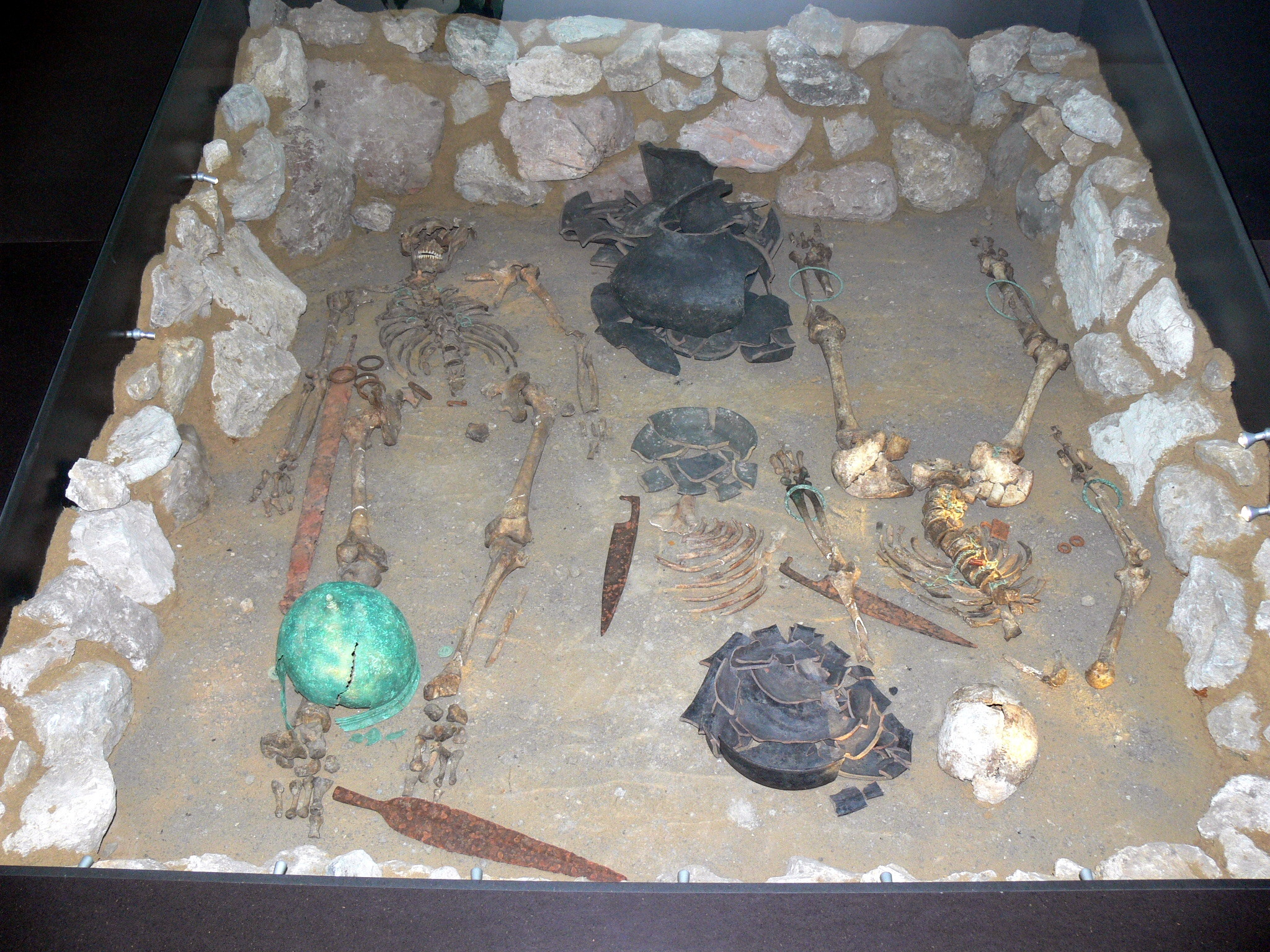
Keltisch dubbelgraf, graf 39 (410-370 v.Chr.) bij Moserstein, Keltenmuseum in Hallein

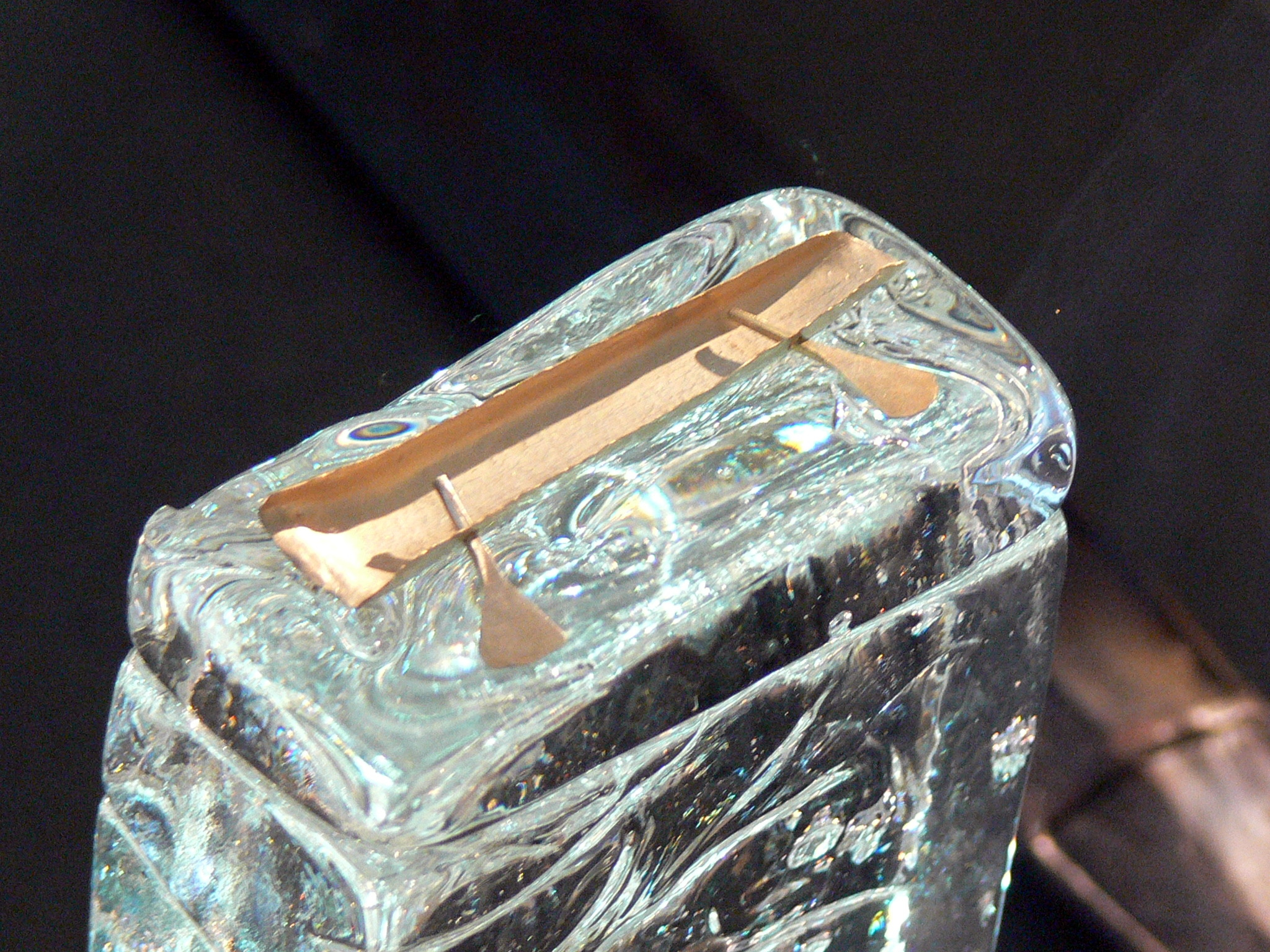
Gouden schip uit de 4e eeuw v.Chr. uit het Vorstengraf (graf 44) bij Moserstein, Keltenmuseum in Hallein

- Koninklijke Musea voor Kunst en Geschiedenis, Brussel
- Museum van de Kelten (Musée des Celtes), Libramont
- Musée Luxembourgeois, Aarlen
- Provinciaal Gallo-Romeins Museum, Tongeren
- Regionaal Archeologisch Museum a/d Schelde, Waarmaarde
- Rijksmuseum van Oudheden, Leiden
- Keltenmuseum Hochdorf, Eberdingen-Hochdorf, Duitsland
- Metropolitan Museum, New York, Verenigde Staten
- Museum, Archäologischer Park, Forschungszentrum, Glauberg, Duitsland
- Musée d'Archéologie Nationale de Saint-Germain-en-Laye, (1 afdeling) randstad Parijs
- MuséoParc Alésia, Alise-Sainte-Reine, Frankrijk (Gallo-Romeins)
- Musée du Pays Châtillonnais, Châtillon-sur-Seine (Trésor de Vix)
- Musée de la civilisation celtique de Bibracte, Beuvray, Frankrijk
- National Museum, Dublin, Ierland

## Trivia
- De Woedensspanne is een lengtemaat uit Keltische tijden, hoewel de naam is afgeleid van de Germaanse god Wodan.
- Wolf-Dieter Storl heeft geschreven over de rol en betekenis van planten bij de Kelten.